# Trioceros nyirit
Espèce
Statut de conservation UICN

 LC  : Préoccupation mineure
Statut CITES
Trioceros nyirit est une espèce de sauriens de la famille des Chamaeleonidae.

## Répartition
Cette espèce est endémique du Kenya. Elle se rencontre dans les monts Mtelo et monts Cherangani.

## Publication originale
- (en) Jan Stipala, Nicola Lutzmánn, Patrick K. Malonza, Luca Borgh-Esio, Paul Wilkinson, Brendan Godley et Matthew R. Evans, « A new species of chameleon (Sauria: Chamaeleonidae) from the highlands of northwest Kenya », Zootaxa, vol. 3002, no 1,‎ 24 août 2011, p. 1–16 (ISSN 1175-5326, e-ISSN 1175-5334, lire en ligne).